# Andrei Pleșu

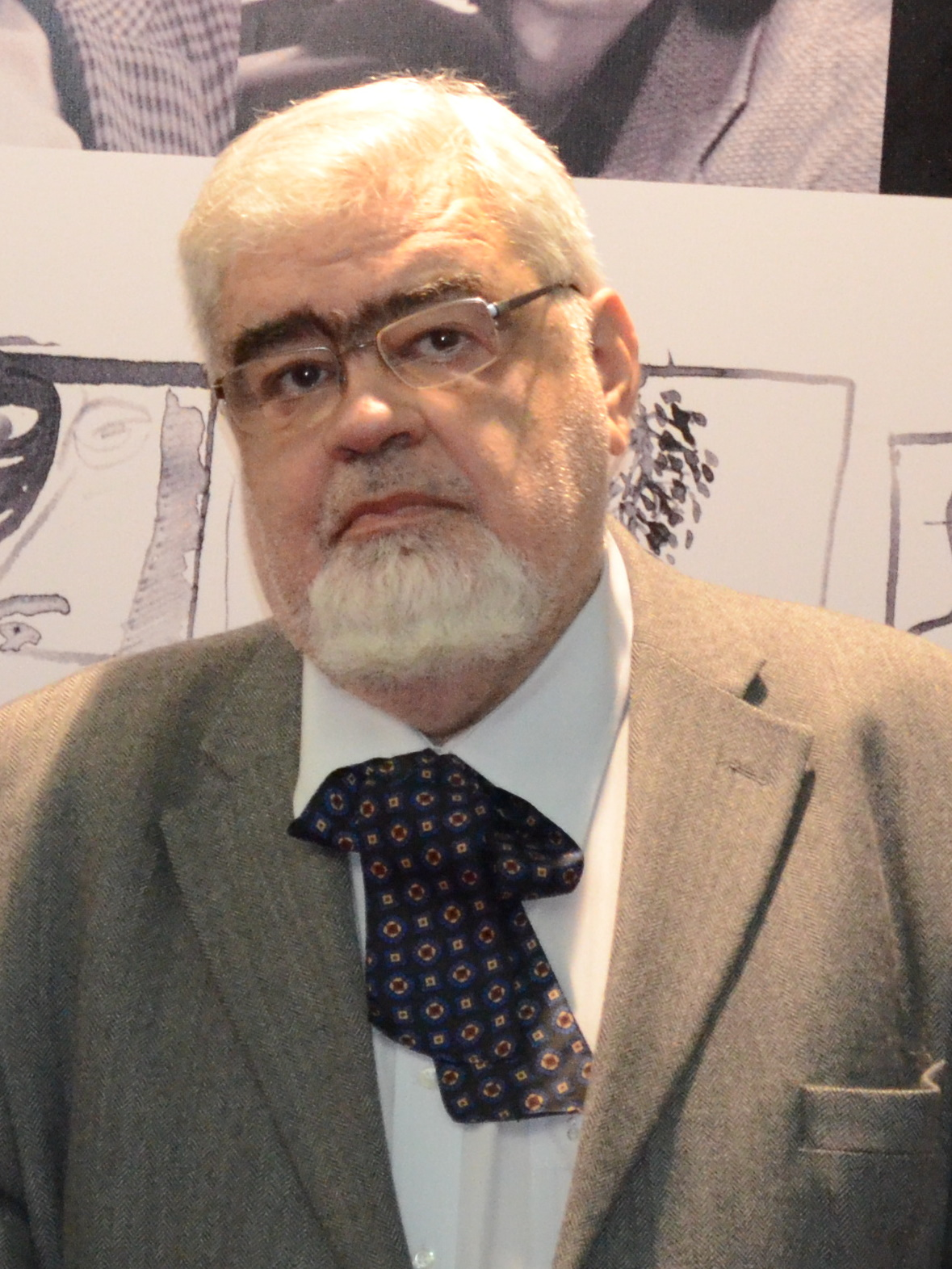
Andrei Pleșu im November 2011 auf der Buchmesse „Gaudeamus“ in Bukarest

Andrei Gabriel Pleșu (* 23. August 1948 in Bukarest) ist ein rumänischer Philosoph, Kunsthistoriker und Politiker. Er zählt zu den bedeutendsten Schülern Constantin Noicas. Von 1997 bis 1999 war Andrei Pleșu parteiloser Außenminister Rumäniens und intensivierte die Annäherung an den Westen. Er ist Mitglied in verschiedenen wissenschaftlichen Akademien. Für seine politische und literarische Tätigkeit erhielt er zahlreiche Preise.

## Leben und Werke
Nach seiner Promotion 1980 mit einer Dissertation über „Das Naturgefühl in der europäischen Kultur“ war er zunächst Dozent an der Akademie der Schönen Künste in Bukarest, wo er Vorlesungen über die Geschichte der modernen rumänischen Kunst hielt, musste 1982 aber aus politischen Gründen den Bildungsbereich verlassen. 1989 wurde er in das Dorf Tescani verbannt, weil er Kontakt zu dem oppositionellen Dichter Mircea Dinescu pflegte. Nach der Revolution 1989 und dem Sturz der Regierung war er bis 1991 Kulturminister. Er erhielt 1991 einen Ruf als Professor für Religionsphilosophie in Bukarest, hatte Gastprofessuren an der University of California, Berkeley und in Berlin (Fellow im Wissenschaftskolleg 1991/1992).
1993 hat Pleșu die bedeutende wöchentliche Zeitschrift Dilema gegründet (jetzt Dilema veche).
Andrei Pleșu war 1994 Mitgründer des New Europe College, das er nach dem Vorbild des Institute for Advanced Study in Princeton, New Jersey, ausbaute und bis heute leitet. Zu den Unterstützern dieser wissenschaftlichen Vereinigung zählt Wolf Lepenies – bei der Verleihung des Friedenspreises des Deutschen Buchhandels 2006 an ihn hielt Pleșu die Laudatio.
2022 wurde er zum Mitglied der Academia Europaea gewählt.
Sein Werk Das Schweigen der Engel gilt als eines der Fundamente für die heutige Angelologie.

## Bücher in deutscher Sprache
- Reflexion und Leidenschaft, Deuticke, Wien 1992
- Eliten – Ost und West, de Gruyter, Berlin 2000
- Wer in der Sonne steht, wirft Schatten, ed. Tertium, Ostfildern vor Stuttgart 2000
- Die Toleranz und das Intolerable, Schwabe, Basel 2004
- Das Schweigen der Engel, Berlin University Press, Berlin 2007.

## Auszeichnungen
- 1990 – Commandeur des Arts et des Lettres, Paris
- 1993 – New Europe Prize for Higher Education and Research, Berlin
- 1996 – Preis der Berlin-Brandenburgischen Akademie der Wissenschaften
- 1999 – Corvinus-Preis des Budapester Europainstitutes
- 1999 – Ordre national de la Legion d’Honneur, Paris (März Commandeur; Dezember Grand Officier)
- 2000 – Ehrendoktorat der Albert Ludwigs-Universität, Freiburg
- 2001 – Ehrendoktorat der Humboldt-Universität, Berlin